# Erasto Nyoni
Erasto Edward Nyoni (Songea, 7 maggio 1988) è un calciatore tanzaniano, centrocampista del Simba e della Nazionale tanzaniana.

## Caratteristiche tecniche
È un mediano.

## Carriera

### Club
Nel 2007, dopo aver giocato in patria con l'Arusha, si trasferisce in Burundi, al Vital'O. Nel 2008 torna in patria, trasferendosi all'Azam. Nel 2017 passa al Simba.

### Nazionale
Ha debuttato in Nazionale il 25 novembre 2006, in Etiopia-Tanzania (1-2), gara valida per la Coppa CECAFA 2006. Ha messo a segno la sua prima rete con la maglia della Nazionale il 16 giugno 2007, in Burkina Faso-Tanzania (0-1), gara valida per le qualificazioni alla Coppa d'Africa 2008.

## Statistiche

### Cronologia presenze e reti in nazionale
| Cronologia completa delle presenze e delle reti in nazionale ― Tanzania | Cronologia completa delle presenze e delle reti in nazionale ― Tanzania | Cronologia completa delle presenze e delle reti in nazionale ― Tanzania | Cronologia completa delle presenze e delle reti in nazionale ― Tanzania | Cronologia completa delle presenze e delle reti in nazionale ― Tanzania | Cronologia completa delle presenze e delle reti in nazionale ― Tanzania | Cronologia completa delle presenze e delle reti in nazionale ― Tanzania | Cronologia completa delle presenze e delle reti in nazionale ― Tanzania |
| Data                                                                    | Città                                                                   | In casa                                                                 | Risultato                                                               | Ospiti                                                                  | Competizione                                                            | Reti                                                                    | Note                                                                    |
| ----------------------------------------------------------------------- | ----------------------------------------------------------------------- | ----------------------------------------------------------------------- | ----------------------------------------------------------------------- | ----------------------------------------------------------------------- | ----------------------------------------------------------------------- | ----------------------------------------------------------------------- | ----------------------------------------------------------------------- |
| 13-6-2021                                                               | Dar es Salaam                                                           | Tanzania                                                                | 2 – 0                                                                   | Malawi                                                                  | Amichevole                                                              | -                                                                       | 71’                                                                     |
| 2-9-2021                                                                | Lubumbashi                                                              | RD del Congo                                                            | 1 – 1                                                                   | Tanzania                                                                | Qual. Mondiali 2022                                                     | -                                                                       | Cap.                                                                    |
| 7-9-2021                                                                | Dar es Salaam                                                           | Tanzania                                                                | 3 – 2                                                                   | Madagascar                                                              | Qual. Mondiali 2022                                                     | 1                                                                       | 45’                                                                     |
| Totale                                                                  |                                                                         | Presenze                                                                | 3                                                                       |                                                                         | Reti                                                                    | 1                                                                       |                                                                         |

## Palmarès

### Club

#### Competizioni nazionali
- Campionato di calcio della Tanzania: 3

Azam: 2013-2014
Simba: 2017-2018, 2018-2019, 2019-2020